# حقوق الإنسان في سورينام
حقوق الإنسان في سورينام معترف بها حاليًا بموجب دستور جمهورية سورينام لعام 1987. سورينام هي دولة ديمقراطية دستورية يتم انتخاب الرئيس من قبل الجمعية الوطنية المكونة من مجلس واحد. وفي عام 2020، أجريت انتخابات للجمعية الوطنية، وانتخب تشان سانتوكي رئيسًا. يوجد لدى الجمعية الوطنية لجنة معنية بقضايا حقوق الإنسان في البلاد. يتولى مكتب حقوق الإنسان التابع لوزارة العدل والشرطة مسؤولية تقديم المشورة للحكومة بشأن الإجراءات الإقليمية والدولية ضد الدولة فيما يتعلق بحقوق الإنسان. يتم مراجعة حقوق الإنسان في سورينام بشكل دوري من قبل لجنة حقوق الإنسان التابعة للأمم المتحدة ، والتي يُعتقد غالبًا أن مستوى حقوق الإنسان لا يفي بالمعايير الدولية بعد.
لا تزال سورينام تواجه حاليًا العديد من قضايا حقوق الإنسان، بدءًا من بداية تاريخ البلاد مع المارون السوريناميين الذين يشكلون جزءًا من السكان من أصل أفريقي، إلى قضايا أكثر حداثة مثل الفساد، والاتجار بالبشر، والإساءة والعنف ضد النساء والأطفال ، وعمالة الأطفال، وقوانين التشهير الجنائي.

## حرية الصحافة
وينص الدستور على حرية التعبير ، بما في ذلك حرية الصحافة. وفي حين لا توجد قيود رسمية على الصحافة، فإن الإجراءات التي تتخذها الحكومة والجهات الفاعلة غير الحكومية تتغلب على قدرة وسائل الإعلام المستقلة على مواصلة عملها.
وقد أفاد الصحفيون العاملون في هذه الصناعة باستمرار عن تعرضهم للترهيب من قبل الجهات الحكومية وغير الحكومية. بدأت وسائل الإعلام في سورينام الآن بشكل متقطع في نشر مقالات تحتوي فقط على الأحرف الأولى من أسماء الصحفيين، بدلاً من أسمائهم الكاملة. وقد تم اختيار البعض لترك القطع مجهولة الهوية لحماية سلامة وهوية الكتاب. يحصل الصحفيون في سورينام عمومًا على أجر ضئيل أو منخفض، مما يجعلهم عرضة للتحيز والتأثير، مما يزيد من تقويض مصداقية التقارير الإخبارية.
من ناحية أخرى، يميل مكتب الإعلام الحكومي والقطاع الخاص إلى توظيف الصحفيين الخاصين الذين تم فصلهم من وسائل الإعلام المستقلة وعرض أجور أعلى عليهم. وتؤدي هذه الممارسة إلى خلق صعوبات أمام وسائل الإعلام المستقلة للاحتفاظ بالموظفين المؤهلين وتعوق قدرتها على تقديم تقارير كافية عن الأنشطة الحكومية.

## الحقوق السياسية
تم تقديم حق الاقتراع العام في عام 1948، مما يسمح للمواطنين السوريناميين الذين تزيد أعمارهم عن 18 عامًا بالتصويت. يمنح تشريع سورينام المواطنين القدرة على اختيار حكومتهم من خلال انتخابات دورية حرة ونزيهة تُعقد بالاقتراع السري وعلى أساس الاقتراع العام المتساوي. ينص الدستور على إجراء انتخاب مباشر للجمعية الوطنية المكونة من 51 عضوًا في موعد لا يتجاوز خمس سنوات من تاريخ الانتخابات السابقة. وتقوم الجمعية الوطنية بدورها بانتخاب الرئيس بأغلبية ثلثي الأصوات. وفي عام 2020، أجريت انتخابات للجمعية الوطنية، وانتخب تشان سانتوكي رئيسًا لها في عام 2020. ورأى مراقبون من منظمة الدول الأمريكية واتحاد دول أمريكا الجنوبية أن انتخابات عام 2015 كانت منظمة بشكل جيد وحرة ونزيهة بشكل عام.
ظلت مزاعم الفساد الحكومي سائدة على الرغم من نمو الاقتصاد. وقد أحاطت الاتهامات بإبرام الحكومة عقود مع أشخاص من داخل الأحزاب السياسية ودعم وشفافية قرارات الحكومة بإصدار حقوق امتياز المعادن والأخشاب. هناك اعتقاد واسع النطاق بأن المسؤولين يستخدمون السلطة العامة لتحقيق مكاسب خاصة. تقوم منظمات المجتمع المدني ووسائل الإعلام والأطراف غير الحكومية الأخرى بمراقبة وانتقاد وزارات الأشغال العامة والشؤون الاجتماعية والصحة العامة والمالية والتنمية الإقليمية والتخطيط العمراني بشكل خاص، متهمة إياها بالفساد والمحسوبية على نطاق واسع.

## حقوق الطفل

#### تسجيل المواليد
يتطلب السجل المدني تسجيل جميع المواليد خلال أسبوع واحد. يؤدي الفشل في التسجيل ضمن الفترة المحددة إلى طول عملية التسجيل. يُسمح للأبناء بالحصول على الجنسية إذا كان أحد الوالدين البيولوجيين على الأقل خاضعًا لقانون "المواطنة والإقامة" في سورينام.

#### إساءة معاملة الأطفال
في عام 2017، سجلت الشرطة 35 حالة اعتداء جسدي و212 حالة اعتداء جنسي على الأطفال، وفي عام 2018، 47 و256 حالة على التوالي. ويعتقد الخبراء أن العدد الحقيقي لحالات الاعتداء أعلى بكثير من العدد المبلغ عنه. وقد تم تنفيذ ترتيبات رسمية تسمح للضحايا بالإدلاء بشهادتهم في غرف خاصة أثناء الإجراءات القانونية لتجنب الترهيب من قبل الجناة. تدير السلطات الحكومية في سورينام خطًا هاتفيًا ساخنًا للأطفال الذين يحتاجون إلى المشورة والمساعدة السرية، ويخدم هذا الخط ما يصل إلى 80 مكالمة يوميًا في المتوسط. يعمل مكتب شؤون الشباب في سورينام بشكل نشط على تعزيز الوعي بشأن الاعتداء الجنسي والمخدرات والكحول من خلال برنامج تلفزيوني أسبوعي. تدير وزارة العدل والشرطة ثلاثة مراكز لحماية الطفل في جميع أنحاء البلاد.

#### عمالة الاطفال
لا تزال بعض أشكال عمالة الأطفال قانونية وتمارس في جميع أنحاء سورينام. تاريخيًا، كان عمالة الأطفال تحدث في قطاعات الزراعة وقطع الأشجار وصيد الأسماك والتعدين والبناء، فضلاً عن البيع في الشوارع . كان الحد الأدنى القانوني لسن معظم أنواع العمل 14 عامًا، وتقتصر ساعات العمل للقاصرين الذين تقل أعمارهم عن 14 عامًا على نوبات النهار فقط، وفي ظل الشركات العائلية أو الزراعة على نطاق صغير أو العمل المهني الخاص فقط. لم يُسمح للأطفال الذين تقل أعمارهم عن 15 عامًا بالعمل على القوارب. يحظر القانون على الأطفال الذين تقل أعمارهم عن 18 عامًا المشاركة في الأعمال الخطرة؛ والتي تُعرف بأنها العمل الذي قد يعرض الحياة والصحة واللياقة للخطر.
في عام 2018، أحرزت حكومة سورينام تقدماً في مجال التخفيف من ممارسات عمالة الأطفال من خلال اتفاقية منظمة العمل الدولية رقم 138 بشأن الحد الأدنى لسن القبول في العمل؛ ورفع الحد الأدنى لسن العمل إلى 16 عاماً. إن القوانين واللوائح المتعلقة بعمل الأطفال في سورينام لا تزال بحاجة إلى تلبية المعايير الدولية. وبما أن المادة 20 من قانون التعليم الأساسي تشترط على الأطفال الالتحاق بالمدرسة حتى بلوغهم 12 عاماً على الأقل، وليس بلوغ السن الأدنى للتوظيف وهو 16 عاماً، فإن العديد من الأطفال يصبحون عرضة للاستغلال في العمل. وأظهر تقرير لمنظمة الأمم المتحدة للتربية والعلم والثقافة ( اليونسكو) لعام 2017 بشأن عمل الأطفال وتعليمهم في سورينام أن 6.4% (حوالي 6671) من الأطفال الذين تتراوح أعمارهم بين 5 و14 عامًا يعملون، مع قيام 6.6% من الأطفال الذين تتراوح أعمارهم بين 7 و14 عامًا بالجمع بين العمل والمدرسة. أظهرت نسبة الحضور الصافي في المدارس الابتدائية في سورينام 96% والمدارس الثانوية 53%. 

## حقوق المرأة
ينص القانون على حماية حقوق المرأة في المساواة في الحصول على التعليم والتوظيف والممتلكات. في يوليو 2014، أقر المجلس الوطني في سورينام مشروع قانون الجنسية والإقامة، المعدل للقانون رقم 4، والذي يمنح المرأة نفس الحق الذي يتمتع به الرجل في منح جنسيتها لأزواجها ويقدم ضمانات مهمة لمنع انعدام الجنسية بسبب فقدان الجنسية. في أغسطس 2018، أقر المجلس الوطني قانون العمل الذي يحمي النساء الحوامل من الفصل من العمل. ومع ذلك، لا تزال المرأة تعاني بشكل مستمر من التمييز في جوانب مختلفة، بما في ذلك الوصول إلى العمل والاعتبار فيه، وفي معدلات الأجور مقابل العمل المتساوي أو المماثل.

#### الاغتصاب والعنف الأسري
يجرم القانون اغتصاب الرجال والنساء، بما في ذلك اغتصاب الزوجة، وينص على عقوبات على الاغتصاب أو الاعتداء الجنسي بالقوة تتراوح بين 12 و15 عامًا سجنًا وغرامات تصل إلى 100000 دولار سورينامي (SRD). يمكن لأفعال العنف الأسري أن تفرض عقوبات تتراوح بين 4 إلى 8 سنوات بموجب القانون. في الوقت الحالي، لا يزال العنف ضد المرأة يمثل مشكلة خطيرة للغاية ومنتشرة في سورينام، حيث تلقت الشرطة أكثر من 513 تقريرًا عن الاعتداء الجنسي في عام 2018 و102 حالة من حالات العنف المنزلي.
يوفر مكتب مساعدة الضحايا التابع لوزارة العدل والشرطة الموارد لضحايا العنف المنزلي ويستمر في رفع مستوى الوعي حول العنف المنزلي من خلال برامج التلفزيون العام. يتم تدريب وحدات الشرطة بشكل احترافي من قبل السلطات للمساعدة في حالات الجرائم الجنسية والأسرية، لكل من الضحية والجاني. يقدم مكتب مساعدة الضحايا ملاجئ لضحايا وناجيات العنف المنزلي، ويدير في المتوسط 40 عميلاً في السنة. أطلق مكتب شؤون النوع الاجتماعي التابع لوزارة الداخلية حملة توعية في مايو 2018 ضد العنف المنزلي على مستوى البلاد.

#### التحرش الجنسي
لا يوجد حاليًا أي تشريع محدد بشأن التحرش الجنسي ، ومع ذلك، استشهد المدعون العامون بمواد مختلفة من قانون العقوبات في رفع قضايا التحرش الجنسي. لم يتم الإبلاغ عن أي قضايا في المحكمة تتعلق بالتحرش الجنسي في مكان العمل.

#### الاستغلال الجنسي
يحظر القانون في سورينام الاستغلال الجنسي التجاري للأطفال، وبيع الأطفال، واستغلال الأطفال في البغاء، والممارسات المتعلقة باستغلال الأطفال في المواد الإباحية. السن القانوني للموافقة على ممارسة الجنس هو 14 عامًا. يعتبر تشريع الاتجار بالبشر الاستغلال الجنسي للأشخاص الذين تقل أعمارهم عن 18 عامًا أمرًا غير قانوني. يعاقب القانون الجنائي في سورينام الأشخاص المسؤولين عن تقديم أو توريد دعارة الأطفال بغرامات تصل إلى 100 ألف روبية ومدة تصل إلى ست سنوات سجنًا. يحظر القانون الجنائي استغلال الأطفال في المواد الإباحية، ويعاقب عليه بغرامات تصل إلى 50 ألف روبية سريلانكية والسجن لمدة تصل إلى ست سنوات.

## حقوق السكان الأصليين والقبليين
سورينام هي الدولة الوحيدة في الأمريكتين التي لم تعترف قانونيًا بعد بالحقوق الجماعية للشعوب الأصلية والقبلية في الأراضي والموارد التي يشغلونها بالفعل. تعترف حكومة سورينام بالشعوب الأصلية والقبائل الفردية وقبائل المارون، الذين ينحدرون من أصل أفريقي، ولكنهم لا يتمتعون بوضع منفصل بموجب القانون الوطني، ولا يوجد ترسيم فعال لأراضيهم.
المارون هم أشخاص قبليون في سورينام ينحدرون من العبيد الأفارقة. تم جلبهم إلى سورينام بشكل رئيسي في القرن السابع عشر ثم فروا بعد ذلك من مزارع العبيد وأنشأوا مجتمعات مستقلة في المناطق الداخلية حيث يعيشون الآن في ظروف مماثلة لظروف القبائل الأصلية. يشارك المارون في الهيئات الحاكمة الإقليمية، وكذلك في الجمعية الوطنية، وكانوا جزءًا من الائتلافات الحاكمة. 
يعيش العديد من الهنود الحمر والمارون في المناطق الريفية والنائية مع وصول محدود ومحدود إلى التعليم والتوظيف والخدمات الطبية والاجتماعية. تشارك المجموعات في اتخاذ القرارات التي تؤثر على تقاليدها وثقافتها، ومع ذلك يُسمح لها بتأثير محدود على القرارات التي تؤثر على استغلال الطاقة والمعادن والأخشاب والموارد الطبيعية الأخرى على أراضيها التقليدية. ومن ثم، لا تزال هذه السكان تواجه مشاكل تتعلق بقطع الأشجار والتعدين غير القانوني وغير المنضبط. لا توجد قوانين تمنح المجتمعات الحق في المشاركة في الأرباح الناتجة عن استغلال الموارد على أراضيها.

## حقوق المثليين
يحظر دستور سورينام أشكالًا مختلفة من التمييز، ومع ذلك لا يتناول التوجه الجنسي أو الهوية الجنسية. النشاط الجنسي بين الذكور والإناث من نفس الجنس قانوني في سورينام. لم يتم الاعتراف بعد بزواج المثليين أو الاتحادات المدنية أو الشراكات المنزلية بموجب القانون الوطني. تلتزم سورينام قانونًا بحكم المحكمة الأمريكية لحقوق الإنسان لعام 2018، والذي ينص على أن زواج المثليين هو حق من حقوق الإنسان يحميه الاتفاقية الأمريكية لحقوق الإنسان. وبموجب المواد 175 و175أ و176 من قانون العقوبات السورينامي، يحظر القانون التمييز وخطاب الكراهية على أساس التوجه الجنسي، ويحمي على وجه التحديد مجتمع المثليين جنسياً ومزدوجي الميل الجنسي ومغايري الهوية الجنسية. وتُعاقب المخالفات بغرامة أو بالسجن لمدة تصل إلى عام واحد.

## حقوق السجناء

#### سوء المعاملة من قبل الشرطة
وبموجب الدستور، فإن ممارسة التعذيب والمعاملة أو العقوبة المهينة أمر غير قانوني. ومع ذلك، فإن جماعات حقوق الإنسان ومحامي الدفاع ووسائل الإعلام تبلغ باستمرار عن حالات سوء المعاملة من قبل الشرطة، بما في ذلك الاستخدام غير الضروري للقوة أثناء الاعتقالات والضرب في السجون. وقد اتخذت الحكومة خطوات عديدة للتحقيق مع المسؤولين الذين انتهكوا القوانين وارتكبوا انتهاكات لحقوق الإنسان، ومقاضاتهم ومعاقبتهم، سواء في قوات الأمن أو في أماكن أخرى داخل الحكومة. أعرب الجمهور باستمرار عن قلقه من أن كبار المسؤولين العموميين وضباط الأمن يتمتعون بالحصانة من تنفيذ القانون.
ويحظر القانون الاعتقال والاحتجاز التعسفي أو غير المبرر، وينص على حق أي شخص في الطعن في قانونية اعتقاله أو احتجازه أمام المحكمة. وتلتزم الحكومة عمومًا بهذه المحظورات.

#### الظروف المادية
رغم أن مراكز الاحتجاز الـ 26 في سورينام تعتبر عموماً متوافقة مع المعايير الدولية، فإنها كانت تعتبر فقيرة لفترة طويلة، إذ أن زنزانات السجن مكتظة وتفتقر إلى الموظفين. في ظل ارتفاع نسبة السجناء إلى الحراس ونقص مخارج الطوارئ وتدريبات الإخلاء، لا يتبع موظفو السجن إجراءات تشغيلية قياسية ويواجهون صعوبة في السيطرة على النزلاء. كما وجد أن الظروف الصحية سيئة بشكل عام؛ مع عدم كفاية الإضاءة والتهوية، إلى جانب مشاكل الفيضانات الناجمة عن سوء الصرف في مختلف المرافق.

## حقوق اللاجئين
حتى سبتمبر/أيلول 2015، لم تقم سورينام بتطوير أي تشريع وطني مستقل بشأن اللجوء أو اللاجئين. ومع ذلك، يتم منح طالبي اللجوء واللاجئين وضعًا قانونيًا بموجب قانون سورينام. تعتمد الدولة على المفوضية السامية للأمم المتحدة لشؤون اللاجئين لإجراء التسجيل وتحديد وضع طالبي اللجوء أو اللاجئين في الدولة. وبمجرد التحقق من الوضع، أنشأت الحكومة نظاماً لتوفير الحماية للاجئين؛ ويحصل اللاجئون أو طالبو اللجوء على تصاريح إقامة بموجب قانون التشريع الخاص بالأجانب. كان الصليب الأحمر في سورينام هو نقطة الاتصال المحلية لأولئك الذين يتقدمون بطلبات للحصول على وضع اللاجئ لدى مفوضية الأمم المتحدة لشؤون اللاجئين.